# L'Aquila Rugby 2006-2007
Nella stagione 2006-2007 la Polisportiva L'Aquila Rugby ha disputato il campionato di Super 10 classificandosi all'ultimo posto a causa di una partita persa a tavolino con il Template:Rugby Granducato e della conseguente penalizzazione di 4 punti per l'assenza di 12 giocatori di formazione italiana in campo; la società aveva infatti schierato come 12° uomo Lorenzo Bocchini, nato in Sudafrica, la cui nazionalità italiana non venne riconosciuta come tale dalla F.I.R.. La Polisportiva L'Aquila Rugby retrocesse dunque in Serie A dopo 42 campionati consecutivi disputati nella massima serie. Ha disputato inoltre il torneo di Coppa Italia mancando l'accesso alle semifinali in virtù dell'ultimo posto nel girone di qualificazione. Durante la stagione è stata sponsorizzata dalla Infinito.

## Rosa
La rosa dell'Aquila Rugby 2006-2007 era così composta:

## Partite disputate

### Super 10

#### Andata
- 10 settembre 2006- L'Aquila – Parma 14-29
- 19 settembre 2006 - Calvisano – L'Aquila 37-6
- 23 settembre 2006 - L'Aquila – Amatori Catania 24-19
- 30 settembre 2006 -  Viadana – L'Aquila 77-17
- 14 ottobre 2006 - Benetton Treviso – L'Aquila 34-6
- 4 novembre 2006 - L'Aquila – Capitolina 31-14
- 26 novembre 2006 - GRAN Parma – L'Aquila 40-15
- 2 dicembre 2006 - L'Aquila – Petrarca 15-13
- 23 dicembre 2006 - Rovigo – L'Aquila 38-17

#### Ritorno
- 6 gennaio 2007 - Parma – L'Aquila 27-23
- 27 gennaio 2007 - L'Aquila - Calvisano 16-19
- 24 marzo 2007 - Amatori Catania - L'Aquila 24-23
- 31 marzo 2007 - L'Aquila - Viadana 21-28
- 7 aprile 2007 - L'Aquila - Benetton Treviso 9-26
- 14 aprile 2007 - Capitolina - L'Aquila 18-16
- 21 aprile 2007 - L'Aquila - GRAN Parma 0-20[1]
- 27 aprile 2007 - Petrarca - L'Aquila 31-3
- 29 aprile 2007 - L'Aquila - Rovigo 24-19

### Coppa Italia

#### Girone B
- 4 febbraio 2007 - Rovigo - L'Aquila 25-18
- 11 febbraio 2007 - L'Aquila - Calvisano 25-40
- 25 febbraio 2007 - L'Aquila - Parma 21-34
- 4 marzo 2007 - Petrarca - L'Aquila 59-22